# Classe LDP 100
A classe LDP 100 foi uma classe de lanchas de desembarque, ao serviço da Marinha Portuguesa, entre 1961 e 1975. Até 1963 as embarcações da formavam a classe LD 1 de lanchas de desembarque. Nessa altura as lanchas foram reclassificadas como lanchas de desembarque pequenas (LDP), passando a constituir a classe LDP 100.
As embarcações da classe foram construídas nos Estados Unidos da América. As lanchas não foram baptizadas com nomes próprios, sendo designadas pelo seu número de amura.
As LDP 100 foram empregues no Guerra do Ultramar, sobretudo no teatro de operações da Guiné Portuguesa, território este, quase todo coberto por rios e terrenos alagados. As LDP eram usadas tanto em missões de combate - como patrulhamento, escolta de embarcações civis e desembarque de fuzileiros - como em missões de reabastecimento logístico - em proveito de unidades da Marinha, de unidades do Exército e, mesmo, de populações civis.

## Unidades
| Número de amura (1961-1963) | Número de amura (1963-1974) | Comissão    | Observações |
| --------------------------- | --------------------------- | ----------- | ----------- |
| LD 1                        | LDP 101                     | 1961 - 1974 |             |
| LD 2                        | LDP 102                     | 1961 - 1974 |             |
| LD 3                        | LDP 103                     | 1961 - 1974 |             |
| LD 4                        | LDP 104                     | 1963 - 1974 |             |
| LD 5                        | LDP 105                     | 1963 - 1974 |             |
| LD 6                        | LDP 106                     | 1963 - 1974 |             |
| LD 7                        | LDP 107                     | 1963 - 1974 |             |